# Сайиль

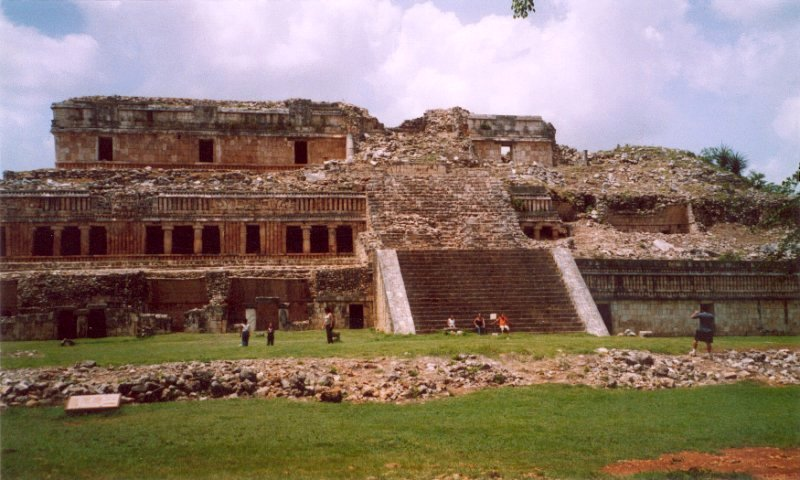
Сайильский дворец

Сайиль, Sayil — археологический памятник цивилизации майя. Находится на территории мексиканского штата Юкатан, на юго-западе штата, к югу от Ушмаля. Вместе с Ушмалем включён в список Всемирного наследия ЮНЕСКО в 1996 г.
Во время позднеклассической эры население города, по оценкам, составляло около 9000 жителей.
Дворец (El Palacio, 670—1000 гг. н. э.) — крупнейшее здание Сайиля. Длина его фасада достигает 85 метров. Сооружения дворца продолжалось в различные хронологические периоды; со временем были добавлены два крыла, оформлены платформы, наполненные камнями и цементным раствором для повышения прочности.
Имеется также обсерватория («Эль-Мирадор») и стела. В Сайиле часто встречаются колонны в стиле Пуук.
Город открыт для туристов. Им управляет Национальный институт антропологии и истории.